# Navidad y población LGBT
La relación entre la Navidad y las personas LGBT+ es compleja y multifacética. Mientras que para muchas personas la Navidad representa una época de alegría y unión familiar, para otras, especialmente dentro de la población LGBT+, puede ser un período marcado por sentimientos encontrados, exclusión y reivindicación.

## Contexto

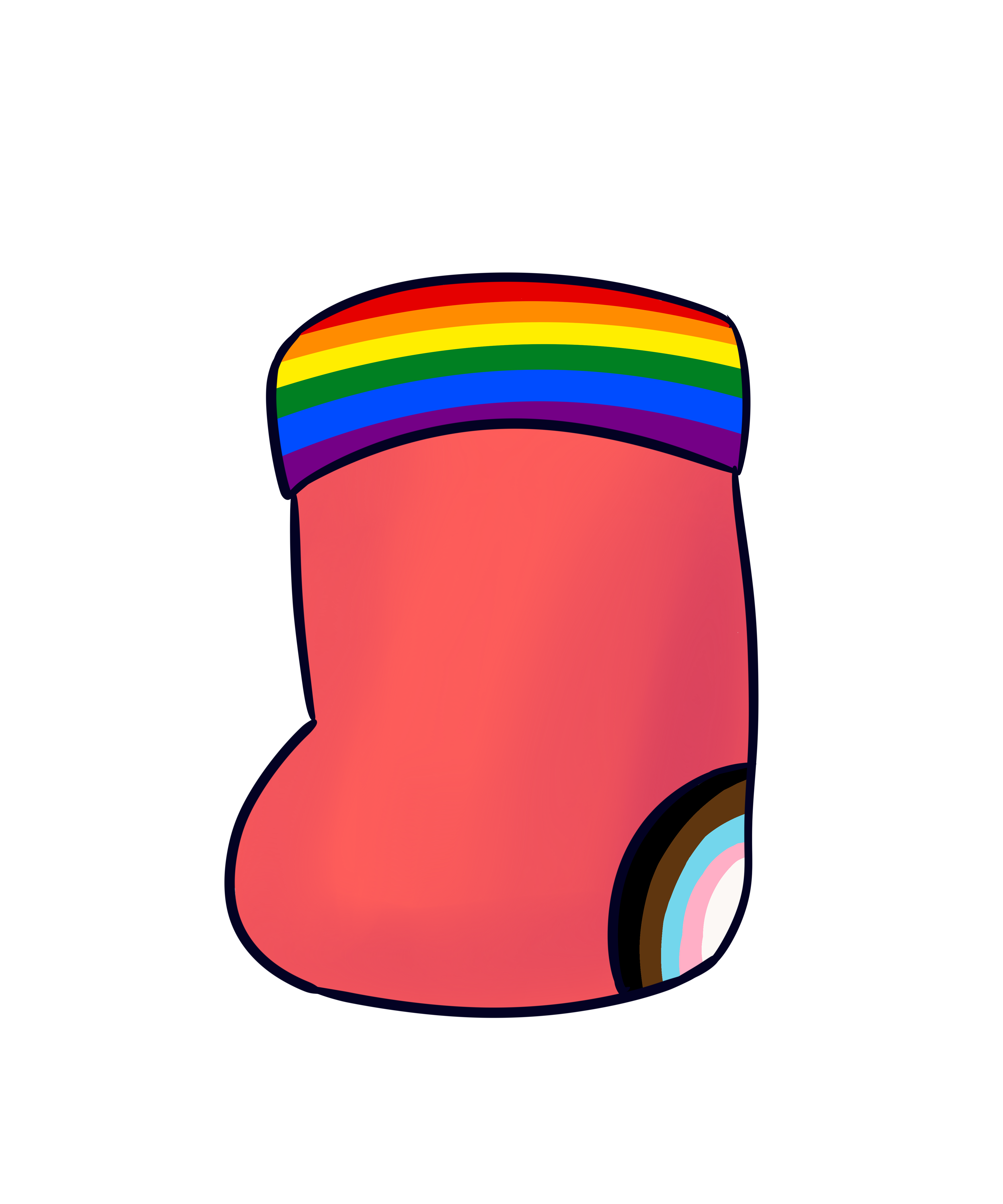
Media navideña, símbolo de la festividad con el ruedo con los colores de la bandera del orgullo y el talón con los colores de la bandera trans.

La Navidad, una festividad arraigada en tradiciones cristianas que celebra el nacimiento de Jesucristo, ha evolucionado a lo largo del tiempo, incorporando elementos culturales diversos y convirtiéndose en una celebración secular en muchos lugares. Sin embargo, sus profundas raíces religiosas y las expectativas sociales asociadas a esta época pueden generar tensiones para la comunidad LGBT, quienes históricamente han enfrentado rechazo y exclusión debido a las posturas de algunas instituciones religiosas cristianas. A pesar de estos desafíos, los avances en derechos LGBT y una mayor conciencia social han permitido que la Navidad sea celebrada de manera más inclusiva, permitiendo que cada individuo la viva de acuerdo a sus creencias, valores e identidad sexual.

## Desafíos durante la Navidad
Para muchas personas LGBT, la Navidad puede ser un recordatorio de la falta de aceptación por parte de sus familias biológicas. En ocasiones, esta exclusión se manifiesta en comentarios discriminatorios, omisión de parejas o identidades, o incluso rechazo directo. Esto lleva a que algunas personas opten por evitar los encuentros familiares para proteger su bienestar emocional.
Durante las festividades navideñas, muchas personas LGBT se enfrentan a la difícil decisión de ocultar su identidad para evitar conflictos familiares, un fenómeno conocido como "retorno al armario". Un alto porcentaje de personas LGBT eligen no expresar su orientación sexual o identidad de género en reuniones familiares, debido al temor a ser rechazados o enfrentarse a comentarios discriminatorios. Este acto de autocensura genera ansiedad y sentimientos de alienación, convirtiendo un periodo que debería ser de alegría en una experiencia emocionalmente agotadora. La idealización de la Navidad como un tiempo de unión familiar y felicidad puede, de hecho, profundizar los sentimientos de soledad y desconexión, especialmente en aquellos que no cuentan con el apoyo de sus seres queridos.
Este aislamiento se ve intensificado por las normas sociales heteronormativas que excluyen o minimizan la diversidad sexual y de género, creando un espacio donde las personas LGBT pueden sentirse invisibles o incomprendidas. La presión por cumplir con los estándares tradicionales de la festividad, como compartir momentos especiales con la familia biológica, puede ser abrumadora para aquellos que no se sienten aceptados en sus hogares. Este fenómeno, denominado "homosexoledad navideña", ha sido objeto de reflexión en diversos medios, que resaltan cómo la falta de apoyo familiar y el rechazo social durante la Navidad afectan negativamente el bienestar emocional de la comunidad LGBT.

## Celebraciones alternativas

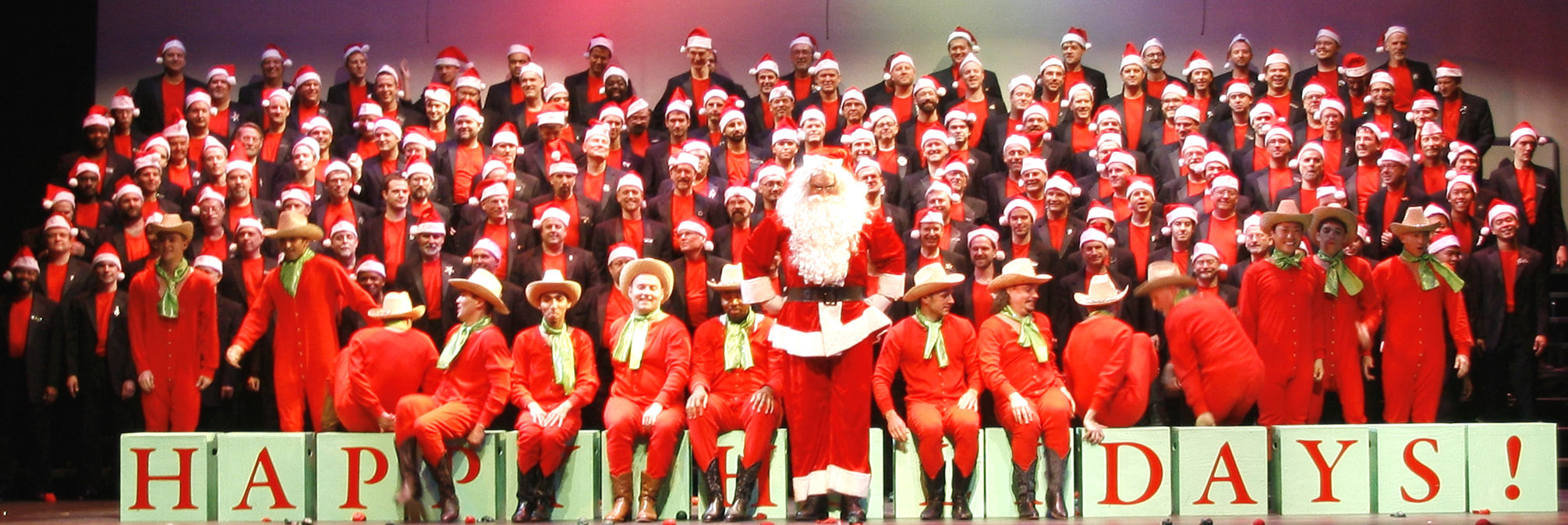
Coro de hombres gay de Washington D. C. en el concierto navideño "Baby, It's Gay Outside" en el Teatro Lincoln en 2008

En respuesta a los desafíos familiares, muchas personas LGBT encuentran apoyo en "familias elegidas", grupos de amigos cercanos y otros miembros de la comunidad que ofrecen un espacio seguro y acogedor. Estas reuniones suelen ser un refugio para celebrar la Navidad de forma auténtica y libre de prejuicios.
Se organizan eventos temáticos en ciudades de todo el mundo que permiten a la comunidad LGBT celebrar la Navidad en un entorno inclusivo. Estos eventos van desde fiestas hasta cenas solidarias, a la vez que promueven la unión y la visibilidad de la diversidad.

## Representación cultural
En la última década, ha habido un aumento en la representación LGBT en películas, series y anuncios publicitarios con temática navideña.
La inclusión de personajes LGBT+ en películas navideñas ha sido un tema en evolución, especialmente en los últimos años. En 2020, Hallmark y Lifetime —conocidas por sus producciones navideñas— rompieron barreras importantes: The Christmas House donde Hallmark presentó su primer beso gay, protagonizada por Jonathan Bennett. En Hulu ese mismo año se estrena Happiest Season, dirigida por Clea DuVall y protagonizada por Kristen Stewart y Mackenzie Davis, marcó la primera vez que una pareja lesbiana lideraba una comedia romántica navideña. En Netflix, el actor Michael Urie protagonizó Single All the Way (2021) junto a Philemon Chambers, donde se presentó la primera película navideña con un protagonista gay afroamericano.
Estos avances se dieron en un contexto más amplio de inclusión, donde las producciones también han incluido personajes latinos y asiáticos, así como tramas relacionadas con otras festividades, como Janucá y Kwanzaa, este proceso también estuvo marcado por resistencias, presión de la comunidad LGBT+ y los boicots conservadores, como el de la organización One Million Moms, que en su momento logró que Hallmark retirara un anuncio con una pareja de lesbianas, aunque este fue reincorporado después debido al apoyo en redes sociales.
En 2024, la Federación Estatal de Lesbianas, Gais, Trans, Bisexuales, Intersexuales y más de España (FELGTBI+) lanzó la campaña «El Mejor Premio Es No Vivirlo», sobre la vuelta al armario obligatorio para muchas personas LGBT+ al tener que reunirse con familiares durante las celebraciones navideñas. La campaña es acompañada de un anuncio que imita el Sorteo Extraordinario de Navidad.

## Respuesta comunitaria e institucional
En diferentes países, distintas instituciones y organizaciones públicas y privadas han dado cuenta de la problemática de la población LGBT en época navideña y han tomado medidas y realizado trabajos destinados a reducir el impacto dañino que esto puede generar y promover mayor inclusión.
Galop, una organización benéfica que lucha contra el abuso en la comunidad LGBT+ en Reino Unido, ha observado un aumento en las consultas durante diciembre y enero. Según su responsable de líneas de ayuda, Leighton Camara, muchas personas no pasan las fiestas en un ambiente donde se sientan seguras para ser ellas mismas, lo que puede ser un periodo especialmente estresante, debido a que en muchos casos, las personas LGBT+ se ven obligadas a ocultar su identidad o a cambiar su forma de ser durante las celebraciones familiares.

### Inclusión en espacios religiosos
Aunque persisten tensiones en muchas tradiciones religiosas, algunos grupos cristianos y otras comunidades de fe han adoptado posturas más inclusivas hacia las personas LGBT, permitiendo su participación plena en celebraciones navideñas. Iglesias inclusivas y congregaciones progresistas organizan eventos que destacan la aceptación y el amor universal, valores centrales de la Navidad.